# Trịnh Tuy
Trịnh Tuy (? - 1524) là tướng nhà Lê sơ trong lịch sử Việt Nam, người xã Thủy Chú, huyện Lôi Dương, tỉnh Thanh Hóa, Việt Nam, nay là làng Thủy Chú, xã Xuân Thắng, huyện Thọ Xuân, Thanh Hóa.

## Hợp binh đánh Trần Cảo
Xem thêm: Trịnh Duy Sản, Trần Cảo
Theo sách Gia phả họ Trịnh Khắc Phục, Vĩnh Hưng hầu Trịnh Tuy (永興侯 鄭綏) là con ông Trịnh Duy Hiếu, cháu họ đại thần Mỹ Huệ hầu Trịnh Duy Sản, là chắt nội của công thần khai quốc Trịnh Khắc Phục.
Sử sách không chép rõ về con đường hoạn lộ của Trịnh Tuy. Ông chỉ xuất hiện từ loạn Trần Cảo.
Chính sự nhà Lê đổ nát, nhân dân nổi dậy khởi nghĩa, trong đó lớn nhất là khởi nghĩa Trần Cảo (1516). Trong khi quân khởi nghĩa áp sát kinh thành, vua Lê Tương Dực vẫn chơi bời không lo lắng việc nước. Đại thần Mỹ Huệ hầu Trịnh Duy Sản can ngăn vua Tương Dực bị đánh đòn nên sinh oán hận, sắp mưu giết chết Tương Dực, lập chắt Lê Thánh Tông là Lê Y mới 11 tuổi lên ngôi, tức là Lê Chiêu Tông.
Tháng 4 năm 1416, quân khởi nghĩa Trần Cảo nhân khi kinh thành rối loạn bèn tiến đánh Thăng Long. Cùng lúc đó, Nguyễn Hoằng Dụ đóng quân ở Bồ Đề, được tin Duy Sản giết vua, liền đem quân qua sông, đốt hết phố xá trong kinh thành rồi mang quân rút khỏi Thăng Long.
Trịnh Duy Sản thấy kinh thành bị phá liền mang vua Lê Chiêu Tông bỏ chạy về Tây Đô (Thanh Hóa). Nhân đấy Trần Cao sang qua sông, vào chiếm cứ kinh thành, xưng niên hiệu là Thiên Ứng, ngự triều xưng làm vua.
Trịnh Duy Sản nhân danh vua Chiêu Tông, từ thành Tây Đô tập hợp quân các trấn về đánh Trần Cảo ở kinh thành. Vĩnh Hưng hầu Trịnh Tuy hưởng ứng lời gọi, bèn thống lĩnh quân thủy bộ hộ binh cùng vào Thăng Long với các tướng Nguyễn Hoằng Dụ, Nguyễn Văn Lự.
Quân triều đình tiến đánh kinh thành, vây 4 mặt. Các đạo quân nhà Lê hợp lại phá tan quân Trần Cảo. Cảo phá vây bỏ chạy. Vua Chiêu Tông trở lại kinh đô.
Mặc dù Trần Cảo phải bỏ chạy nhưng trong nước lúc đó vẫn còn nhiều cánh quân nổi dậy chống triều đình chưa bị dẹp.
Tháng 11 năm 1516, trong khi Trịnh Duy Sản dẫn các tướng đi đánh Trần Cảo ở huyện Chí Linh (Hải Dương) thì Trịnh Tuy được lệnh cùng Lại Thúc Mậu và lực sĩ Đàm Cử đi tuần hành bình định xứ Kinh Bắc. Tại Hải Dương, Duy Sản nôn nóng muốn thắng, bị quân Trần Cảo lừa bắt sống giết chết. Trần Cảo tiến quân thẳng đến kinh thành, con nuôi Trịnh Duy Sản là Trần Chân mang quân ra đánh, phá tan được quân Trần Cảo.

## Xung đột với Nguyễn Hoằng Dụ
Xem thêm: Nguyễn Hoằng Dụ
Trần Cảo tạm bị dẹp yên nhưng các đại thần nhà Lê lại quay sang đánh nhau. Tháng 7 năm 1517, Nguyễn Hoằng Dụ và Trịnh Tuy trở về kinh thành, nghe theo lời gièm pha của con em nên xảy ra hiềm khích. Hoằng Dụ đóng quân ở phường Đông Hà, Trịnh Tuy đóng quân ngoài thành Đại La giữ nhau.
Hoằng Dụ cáo ốm không vào chầu. Nguyễn Quán Chi tâu lên việc đó. Vua Chiêu Tông đem chuyện Lạn Tương Như và Liêm Pha nước Triệu thời Chiến Quốc để khuyên hai tướng giảng hoà nhưng không được.
Nguyễn Hoằng Dụ cất quân đánh Trịnh Tuy ở các phường Vĩnh Xương, Khúc Phố, Phục Cổ tại kinh thành, ba lần đánh mà không được. Tỳ tướng của Trịnh Tuy là Nguyễn Thế Phó trúng tên phải lui. Ông bèn chạy vào Thanh Hoa. Trần Chân về phe với ông, thấy Nguyễn Hoằng Dụ đuổi ông, bèn cất quân đánh Hoằng Dụ. Nguyễn Hoằng Dụ bỏ chạy về Thanh Hoa.

## Ly khai thất bại
Xem thêm: Khủng hoảng cuối nhà Lê sơ
Đuổi được Hoằng Dụ, Trần Chân một mình nắm quyền trong triều. 
Ngày 11 tháng 7, vua Chiêu Tông nghe lời gièm pha, sợ uy quyền của Trần Chân nên sai người dụ Chân vào triều rồi giết Chân. Nhóm thủ hạ của Trần Chân là Nguyễn Kính, Hoàng Duy Nhạc nổi loạn báo thù cho chủ, từ Sơn Tây mang quân đánh kinh thành. Vua Chiêu Tông đang đêm 14 tháng 7 phải chạy sang dinh Bồ Đề ở Gia Lâm để tránh.
Lúc đó Trịnh Tuy đóng quân ở Sơn Nam có hơn 1 vạn người, nghe tin vua chạy ra ngoài, quân lính tan rã. Quân Sơn Tây của Nguyễn Kính thả sức cướp phá, kinh thành sạch không.
Chiêu Tông không dẹp nổi Nguyễn Kính, phải sai người đi dụ. Nguyễn Kính đòi giết Chử Khải, Trịnh Hựu, Ngô Bính là những người gièm pha Trần Chân. Chiêu Tông nghe kế của Đàm Cử, bèn giết 3 người, nhưng Nguyễn Kính lại càng hoành hành, đóng quân không rút.
Thấy Lê Chiêu Tông không làm chủ được chính sự, Trịnh Tuy quyết định làm việc phế lập. Tháng 9 năm 1518, ông và văn thần Nguyễn Sư mưu lập người con của Tĩnh Tu công Lộc tên là Lê Bảng làm vua, đổi niên hiệu là Đại Đức.
Không lâu sau đó, ông lại phế Bảng và lập em Bảng là Lê Do, đổi niên hiệu là Thiên Hiến, làm hành diện ở xã Do Nha, huyện Từ Liêm. Trịnh Tuy sai người dụ Nguyễn Kính, Kính thấy ông là người cùng phe với Trịnh Duy Sản và Trần Chân trước đây nên đồng lòng đi theo.
Chiêu Tông sai người đi mời Nguyễn Hoằng Dụ lần nữa và sai Mạc Đăng Dung cùng đi đánh Nguyễn Kính. Hoằng Dụ được tin, bèn đem quân Thanh Hoa ra cứu nhưng không lâu sau bị Nguyễn Kính đánh bại, bỏ chạy về Thanh Hóa rồi chết, để một mình Mạc Đăng Dung ở lại cầm cự.
Tháng 1 năm 1519, Trịnh Tuy làm cầu phao tiến quân, qua giữa sông để khiêu chiến với Chiêu Tông. Chiêu Tông sai các tướng đánh phá, chặt đứt cầu phao. Trịnh Tuy cùng Lê Do rút về vùng Yên Lãng, Yên Lạc. Chiêu Tông lại sai tướng đến đánh, quân Trịnh Tuy đang đêm kinh sợ trốn chạy.
Tháng 7 năm 1519, Mạc Đăng Dung thống lĩnh các quân thủy bộ vây Lê Do ở Từ Liêm, rồi phá đê cho nước vỡ vào quân Lê Do. Do và Nguyễn Sư chạy đến Ninh Sơn, bị Đăng Dung bắt được, giải về giết chết. Trịnh Tuy bỏ chạy về Thanh Hoá. Các tướng Sơn Tây là Nguyễn Kính, Nguyễn Áng, Hoàng Duy Nhạc đều xin hàng triều đình.

## Hưởng ứng cần vương
Chiêu Tông phong Mạc Đăng Dung làm Minh quận công. Đăng Dung một mình nhân cầm quân dẹp loạn mà nắm hết quyền bính. Năm 1521, Mạc Đăng Dung được phong làm thái phó, quyền thế át cả Chiêu Tông. Chiêu Tông không muốn bị Đăng Dung khống chế, bí mật bàn cùng các nội thần định mời binh sĩ các địa phương đến đánh Đăng Dung. Trước hết, Chiêu Tông sai người đến Thanh Hóa mật dụ Trịnh Tuy tiếp đón cứu viện.
Đêm ngày 27 tháng 7 năm 1522, Chiêu Tông cùng các nội thần chạy đi Mộng Sơn (Sơn Tây) gọi quân Cần vương. Đăng Dung bèn lập em vua là Xuân lên ngôi, tức là Lê Cung Hoàng, lấy niên hiệu là Thống Nguyên, tuyên bố phế truất Chiêu Tông làm Đà Dương vương. Từ bấy giờ trong nước có 2 vua là Chiêu Tông và Cung Hoàng, sử gọi là Quang Thiệu Đế và Thống Nguyên Đế.
Vua Chiêu Tông được các tướng Hà Phi Chuẩn, Đàm Thận Huy, Lê Đình Tú về cứu, lại gọi được các tướng cũ của Trần Chân là Nguyễn Kính, Nguyễn Áng, thanh thế rất lớn, làm chủ các xứ phía Tây, Nam, Bắc. Mạc Đăng Dung và vua Cung Hoàng chỉ còn phía đông.
Hai bên giằng co chưa phân thắng bại. Tháng 8 năm 1522, Chiêu Tông lại sai người vào Thanh Hóa triệu Trịnh Tuy lần nữa. Tuy nhiên, Trịnh Tuy nghe tin Chiêu Tông không nghe lời các tướng, lại tin dùng tiểu nhân, nên dùng dằng không đến.
Mãi đến tháng 10 năm 1522, Trịnh Tuy điều hơn 1 vạn quân từ Thanh Hóa ra cần vương, sai Nguyễn Bá Kỳ vào hầu vua Chiêu Tông. Cận thần của Chiêu Tông là Phạm Điền sợ Bá Kỳ tranh quyền, bèn tâu Chiêu Tông giết Kỳ. Chiêu Tông nghe theo, sai chém Kỳ rồi cử người mang đầu đến dinh quân Trịnh Tuy. Ông rất tức giận, từ đó nuôi chí khác. Ông quyết định không hợp tác với các tướng ở vùng kinh kỳ mà một mình nắm lấy Chiêu Tông để sai khiến, như Mạc Đăng Dung đang sử dụng vua Thống Nguyên.
Giờ Thân ngày 18 tháng 10 năm 1522, Trịnh Tuy cùng thuộc tướng Trịnh Duy Thuân nói phao là đi xem mặt bằng để dựng doanh trại trấn thủ ở xã Dịch Vọng. Đến tối, ông đóng dinh ở đó. Tảng sáng hôm sau, ông cùng với Duy Thuân phục quân ở Dịch Vọng, bắn ba tiếng súng, đem quân reo hò ầm ĩ. Quân Trịnh Tuy đụng độ với thân binh của Chiêu Tông, tướng của Chiêu Tông là Lê Hữu Trung bị tử trận. Quân Trịnh Tuy thế mạnh uy hiếp, bắt vua Chiêu Tông về Thanh Hoa. Sau đó ông nhân danh vua Chiêu Tông ra lệnh các đạo bãi binh, từ đó các tướng cần vương quanh kinh kỳ đều thất vọng, các tướng không theo Chiêu Tông nữa. Nguyễn Kính và Nguyễn Áng đi theo Mạc Đăng Dung. Phe Đăng Dung vì vậy càng lớn mạnh.
Trịnh Tuy tuy nắm được vua Chiêu Tông nhưng lực lượng không đủ mạnh để chống lại phe Mạc Đăng Dung, chỉ cố thủ ở Thanh Hóa. Tinh thần của các tướng Bắc Bộ chán nản vì không có người cầm đầu, lần lượt bị Đăng Dung đánh bắt và giết chết.
Năm 1523, Mạc Đăng Dung sai thủ hạ là Mạc Quyết, Vũ Hộ, Vũ Như Quế đi đánh Trịnh Tuy ở Thanh Hóa, phá tan quân Tuy. Ông liền dời Quang Thiệu Đế lên châu Lang Chánh.
Năm 1524, Đăng Dung lại mang quân vào Thanh Hóa đánh Trịnh Tuy. Ông thua trận bỏ chạy lên đầu nguồn rồi chết, không rõ bao nhiêu tuổi. Không lâu sau (1525), vua Chiêu Tông cũng bị bắt giết. Tới năm 1527, Mạc Đăng Dung dẹp xong các lực lượng chống đối bèn cướp ngôi nhà Lê, lập ra nhà Mạc.